# Charles Jensen
Charles Kristoffer Peter Jensen, född 24 december 1885, död 5 juni 1920, var en dansk gymnast.
Jensen tävlade för Danmark vid olympiska sommarspelen 1908 i London, där han var en del av Danmarks lag som slutade på fjärde plats i lagmångkampen. Vid olympiska sommarspelen 1912 i Stockholm var Hansen med och tog brons i lagtävlingen i fritt system. Han tävlade även i den individuella mångkampen, där det blev en 30:e plats.